# Gonfanon
Gonfanon – prostokątne weksylium z kilkoma językami mocowane do drzewca. 

Rycerz z gonfanonem (Henryk Lew) w herbie miasta Schwerin
Gonfanon w herbie Würzburga
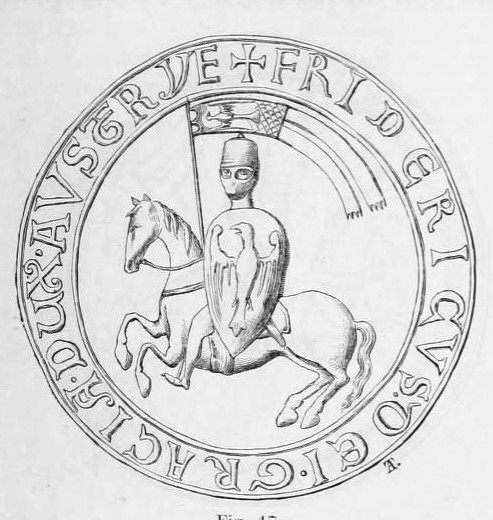
Gonfanon na pieczęci Fryderyka I Babenberga
Gonfanon jako element szlacheckiego herbu Jagnię